# Artynśk
Artynśk (ukr. Артинськ) – wieś na Ukrainie, w obwodzie żytomierskim, w rejonie olewskim. W 2001 roku liczyła 215 mieszkańców.